# Turning Point (TNA)
Turning Point è stato uno degli eventi in pay per view organizzato dalla Total Nonstop Action Wrestling realizzato nel mese di dicembre fino al 2012 e che nel 2008 fu anticipato a novembre.
Nel 2013 fu inserito nella programmazione di Impact e trasmesso "free" su Spike TV. 
 
Nel 2015 ebbe due edizioni: gennaio (come PPV della serie One Night Only) ed agosto (come programmazione "free" di Impact Wrestling) e trasmesso "free" su Destination America. Nel 2016 fu di nuovo trasmesso "free" su Pop TV.

## Edizioni Live
| # | Evento               | Data             | Città            | Arena       | Main Event |
| - | -------------------- | ---------------- | ---------------- | ----------- | --- |
| 1 | Turning Point (2004) | 5 dicembre 2004  | Orlando, Florida | Impact Zone | America's Most Wanted (Chris Harris e James Storm) vs Triple X (Christopher Daniels e Elix Skipper) in un Six Sides of Steel Cage match |
| 2 | Turning Point (2005) | 11 dicembre 2005 | Orlando, Florida | Impact Zone | Jeff Jarrett (c) vs Rhino per il titolo NWA World Heavyweight Championship                                                              |
| 3 | Turning Point (2006) | 10 dicembre 2006 | Orlando, Florida | Impact Zone | Kurt Angle vs Samoa Joe |
| 4 | Turning Point (2007) | 2 dicembre 2007  | Orlando, Florida | Impact Zone | Eric Young, Kevin Nash e Samoa Joe vs The Angle Alliance (Kurt Angle, A.J. Styles e Tomko) in un Six Man Tag Team match                 |
| 5 | Turning Point (2008) | 9 novembre 2008  | Orlando, Florida | Impact Zone | Sting (c) vs A.J. Styles per il titolo TNA World Heavyweight Championship                                                               |
| 6 | Turning Point (2009) | 15 novembre 2009 | Orlando, Florida | Impact Zone | A.J. Styles (c) vs Daniels vs Samoa Joe in un Fatal three-way match per il titolo TNA World Heavyweight Championship                    |
| 7 | Turning Point (2010) | 7 novembre 2010  | Orlando, Florida | Impact Zone | Jeff Hardy (c) vs Matt Morgan per il titolo TNA World Heavyweight Championship                                                          |
| 8 | Turning Point (2011) | 13 novembre 2011 | Orlando, Florida | Impact Zone | Bobby Roode (c) vs A.J. Styles per il titolo TNA World Heavyweight Championship                                                         |
| 9 | Turning Point (2012) | 11 novembre 2012 | Orlando, Florida | Impact Zone | Jeff Hardy (c) vs Austin Aries in un Full Metal Mayhem match per il titolo TNA World Heavyweight Championship                           |
|   |                      |                  |                  |             | Note riassuntive di tutte le edizioni (c) = campione in carica al momento dell'inizio del match                                         |

## Edizioni successive
| # | Evento                                 | Data                                                       | Città                     | Arena                 | Main Event                                                                                      |
| - | -------------------------------------- | ---------------------------------------------------------- | ------------------------- | --------------------- | ----------------------------------------------------------------------------------------------- |
| 1 | Impact Wrestling: Turning Point (2013) | 21 novembre 2013                                           | Orlando, Florida          | Impact Zone           | Mr. Anderson vs. Bully Ray in un No Disqualification match                                      |
| 2 | One Night Only: Turning Point (2014)   | Registrato il 5 settembre 2014 Trasmesso il 9 gennaio 2015 | Charlottesville, Virginia | John Paul Jones Arena | Bram vs. Abyss in un Monster Ball match                                                         |
| 3 | Impact Wrestling: Turning Point (2015) | Registrato il 27 luglio 2015 Trasmesso il 19 agosto 2015   | Orlando, Florida          | Impact Zone           | Ethan Carter III (c) vs. PJ Black per il titolo TNA World Heavyweight Championship              |
| 4 | Impact Wrestling: Turning Point (2016) | Registrato il 12 agosto 2016 Trasmesso il 25 agosto 2016   | Orlando, Florida          | Impact Zone           | Ethan Carter III vs. Drew Galloway con Aron Rex come arbitro speciale                           |
| 5 | One Night Only: Turning Point (2017)   | Registrato il 22 aprile 2017 Trasmesso il 11 maggio 2017   | Orlando, Florida          | Impact Zone           | Lashley (c) vs. Moose per il titolo Impact Wrestling World Heavyweight Championship             |
|   |                                        |                                                            |                           |                       | Note riassuntive di tutte le edizioni (c) = campione in carica al momento dell'inizio del match |